# Derriere Morne (Vieux Fort)
Derriere Morne es una localidad de Santa Lucía que forma parte del distrito de Vieux Fort.